# スザンヌ・ランラン
スザンヌ・ラシェル・フロール・ランラン (Suzanne Rachel Flore Lenglen, フランス語発音: [sy.zan lɑ̃.glɛn], 1899年5月24日 - 1938年7月4日)は、フランス・パリ出身の女子テニス選手。第一次世界大戦後、1920年代前半の女子テニス界に君臨し、テニス競技を確立した往年の名選手のひとりである。ランランはフランスが生んだ最大のスポーツ選手であり、今なおフランスで“テニスの女神”として敬愛されている。姓の本国での発音は「ラングレン」に近い。

## 来歴

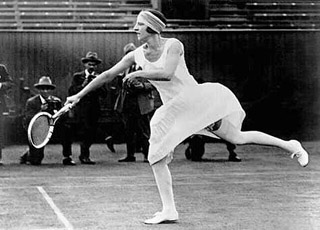
プレイ中のランラン

スザンヌ・ランランは幼少時にあまりにも病弱な子供だったことから、父親が娘の健康増進のためにテニスを勧めたという。11歳の頃から父親のコーチを受けたランランは、15歳になる頃には一人前の技量を身につけていた。15歳の時、ランランは1914年の全仏選手権混合ダブルスで、マックス・デキュジス（1882年 - 1978年）とペアを組んで初優勝を果たした。この後第1次世界大戦が勃発し、テニスのトーナメントも戦争のため開催中止を余儀なくされたが、ランランのテニス経歴は終戦後に開花する。
ランランの出発点は、1919年のウィンブルドン初優勝であった。この決勝戦で、ランランはウィンブルドンに過去7度の優勝を誇るドロテア・ダグラス・チェンバース（1878年 - 1960年、アメリカ）と対戦した。40歳を迎えていた対戦相手との 10-8, 4-6, 9-7 に及ぶ歴史的な激戦を制し、ランランはウィンブルドン初優勝を達成する。それから同選手権では大会5連覇（1919年-1923年）を達成した。1924年に優勝を逃したのは、病気のため4回戦の試合終了後に棄権したことによる。それから1925年に6度目の優勝を達成。ウィンブルドン6勝はビリー・ジーン・キング夫人（アメリカ）と並ぶ歴代5位タイ記録である。ウィンブルドン選手権の女子ダブルスでは、エリザベス・ライアン（アメリカ）とペアを組み、ここでも1919年-1923年・1925年に優勝した。混合ダブルスは1920年と1925年に優勝がある。
地元の全仏選手権でも、1920年から1926年の間に女子シングルス・女子ダブルス・混合ダブルスの3部門すべてで優勝し、通算6勝を挙げている。しかし、当時の全仏選手権はフランス人選手のみに出場資格が限定されていた。同選手権は1925年から現在のような国際大会となった。ランランの最初の4勝（1920年-1923年）はフランス人選手のみの時代、後の2勝（1925年&1926年）は国際大会としての優勝として区分される。そのため、ランランの「全仏選手権6勝」は現在の女子テニス界の「公認記録」から除外されることになった。現在の全仏オープン女子シングルスの最多優勝記録は、通算7勝を挙げたクリス・エバートである。（ランランと同じ）6勝を挙げたシュテフィ・グラフは大会単独2位記録として数えられ、5勝のマーガレット・スミス・コート夫人（オーストラリア）が歴代3位に位置する。
ランランは1920年のアントワープ五輪でも、女子シングルスと混合ダブルスの2部門で金メダルを獲得した。女子シングルス決勝では、イギリス代表のドロシー・ホルマン（Dorothy Holman）を 6-3, 6-0 で圧倒している。混合ダブルスではマックス・デキュジスとペアを組み、決勝でイギリスのマックス・ウーズナム&キティ・マッケイン組を 6-4, 6-2 で破ったが、エリザベス・ダイアン（Elisabeth d'Ayen）とペアを組んだ女子ダブルスでは銅メダル止まりであった。（この選手の名前は、アメリカのエリザベス・ライアン Elizabeth Ryan と間違えやすい。）
1921年の全米選手権は、ランランのテニス人生で最もつらい出来事だった。ノルウェー人選手のモーラ・マロリー（1884年 - 1959年）と2回戦の対戦中、第1セットを 2-6 で落としたランランは、試合中に咳き込み、泣き出してしまったのである。そして試合続行不可能を宣言し、棄権となった。それ以後、ランランはもう2度と全米選手権でプレーすることはなかった。これはランランが1926年にプロ転向するまでの、アマチュア選手としての経歴を通じて唯一の敗北となる。マロリーに対しては翌1922年のウィンブルドン決勝戦において、6-2, 6-0 で雪辱を果たした。
1926年2月16日、フランスのカンヌにある「カールトン・テニスクラブ」でランランとヘレン・ウィルスの試合が実現する。ともに無敵の2人の試合を見ようと、会場には4,000人の観客が詰めかけるセンセーションを巻き起こした。2人は期待にたがわない“世紀の名勝負”を繰り広げ、先輩のランランが 6-3, 8-6 で勝利を収めた。
1926年7月、ランランは世界で最初の「プロテニス選手」になった。興行としての「プロテニス」を創設するため、スポンサーとなった「C・C・パイル社」によるプロ選手契約書に署名した、世界最初のプロテニス選手たちの顔触れは以下の通りである。フランスのスザンヌ・ランラン、ポール・フェレー、アメリカのビンセント・リチャーズ、ハワード・キンゼイ、ハーベイ・スノッドグラス、メアリー・ブラウンの6名が、1926年の冬から1927年にかけて北アメリカで行われた史上初の「プロテニスツアー」に参加した。世界初の女子プロテニス選手となったランランとブラウンの興行試合は、ランランの38戦全勝に終わった。その後は南アメリカを旅行し、後にテニス・スクールを開校したが、1938年7月4日に白血病のため39歳で死去した。亡くなる数日前に視力を失っている。パリ北郊のサン＝トゥアンの墓地に埋葬された。
全仏オープンの会場であるスタッド・ローラン・ギャロスには、ランランの名前を冠した「スザンヌ・ランラン・コート」がセンター・コートに隣接している。同大会の女子シングルス優勝カップにも「スザンヌ・ランラン・カップ」の名前がある。

## 4大大会優勝
- 全仏選手権 女子シングルス&女子ダブルス：6勝（1920-23年・1925年&1926年）/混合ダブルス：7勝（1914年・1920-23年・1925年&1926年） ［1923年までは、フランス人のみに出場資格があった時代の記録］
- ウィンブルドン選手権 女子シングルス&女子ダブルス：6勝（1919年-1923年・1925年）/混合ダブルス：3勝（1920年・1922年・1925年）

| 年     | 大会                 | 対戦相手                         | 試合結果       | 備考                           |
| ------ | -------------------- | -------------------------------- | -------------- | ------------------------------ |
| 1919年 | ウィンブルドン選手権 | ドロテア・ダグラス・チェンバース | 10-8, 4-6, 9-7 |                                |
| 1920年 | 全仏選手権           | マルグリット・ブロクディス       | 6-1, 7-5       | 出場資格はフランス人選手に限定 |
| 1920年 | ウィンブルドン選手権 | ドロテア・ダグラス・チェンバース | 6-3, 6-0       |                                |
| 1921年 | 全仏選手権           | ゲルマイン・ゴールディング       | 不戦勝         |                                |
| 1921年 | ウィンブルドン選手権 | エリザベス・ライアン             | 6-2, 6-0       |                                |
| 1922年 | 全仏選手権           | ゲルマイン・ゴールディング       | 6-4, 6-0       |                                |
| 1922年 | ウィンブルドン選手権 | モーラ・マロリー                 | 6-2, 6-0       |                                |
| 1923年 | 全仏選手権           | ゲルマイン・ゴールディング       | 6-1, 6-4       |                                |
| 1923年 | ウィンブルドン選手権 | キティ・マッケイン               | 6-2, 6-2       |                                |
| 1925年 | 全仏選手権           | キティ・マッケイン               | 6-1, 6-2       | この年から国際大会になる       |
| 1925年 | ウィンブルドン選手権 | ジョーン・フライ                 | 6-2, 6-0       |                                |
| 1926年 | 全仏選手権           | メアリー・ブラウン               | 6-1, 6-0       |                                |